# Stazione di Muzzana del Turgnano
La stazione di Muzzana del Turgnano è una fermata ferroviaria fuori servizio posta sulla linea ferroviaria Venezia-Trieste. Serve il centro abitato di Muzzana del Turgnano.

## Storia
La stazione venne aperta all'esercizio il 31 dicembre 1888 quando venne aperto il tratto ferroviario che collega la stazione di Portogruaro con la stazione di San Giorgio di Nogaro provenendo da Venezia.

## Movimento
Fino al 15 dicembre 2013 (introduzione dell'orario cadenzato) la fermata è stata servita regolarmente dai treni in servizio sulla linea Venezia-Trieste.
Successivamente, tutti i collegamenti ferroviari in questa fermata sono stati sospesi e vi ferma solo una coppia di autocorse tra Portogruaro e Muzzana del Turgnano.

## Strutture e impianti
La fermata dispone di un fabbricato viaggiatori (chiuso al pubblico) e due binari passanti dotati di marciapiede e sottopassaggio.
Il fabbricato è chiuso al pubblico. Al piano terra è presente una sala d'aspetto per i viaggiatori, mentre al piano superiore è presente un locale adibito ad appartamento. L'edificio è uguale a quello della vicina stazione di Palazzolo dello Stella.
All'inizio del suo esercizio nell'anno 1888 la stazione era (come la stazione di Latisana) abilitata al trasporto viaggiatori, bagagli, cani, oggetti preziosi, merci, veicoli e bestiame.
A partire dall'anno 2014 tutti gli spazi esterni (ad eccezione del sottopasso) sono stati recintati, impedendo l'accesso al lato binari della stazione.

## Interscambi
- Fermata bus